# Panagiotis Kanel·lópulos
Panagiotis Kanel·lópulos (en grec: Παναγιώτης Κανελλόπουλος) (Patres, 13 de desembre de 1902 - Atenes, 11 de setembre de 1986) va ser un polític grec, elegit democràticament com a Primer Ministre de Grècia el 1967 abans de ser destituït per la Junta Militar Grega (1967-1974).